# 야마가타성

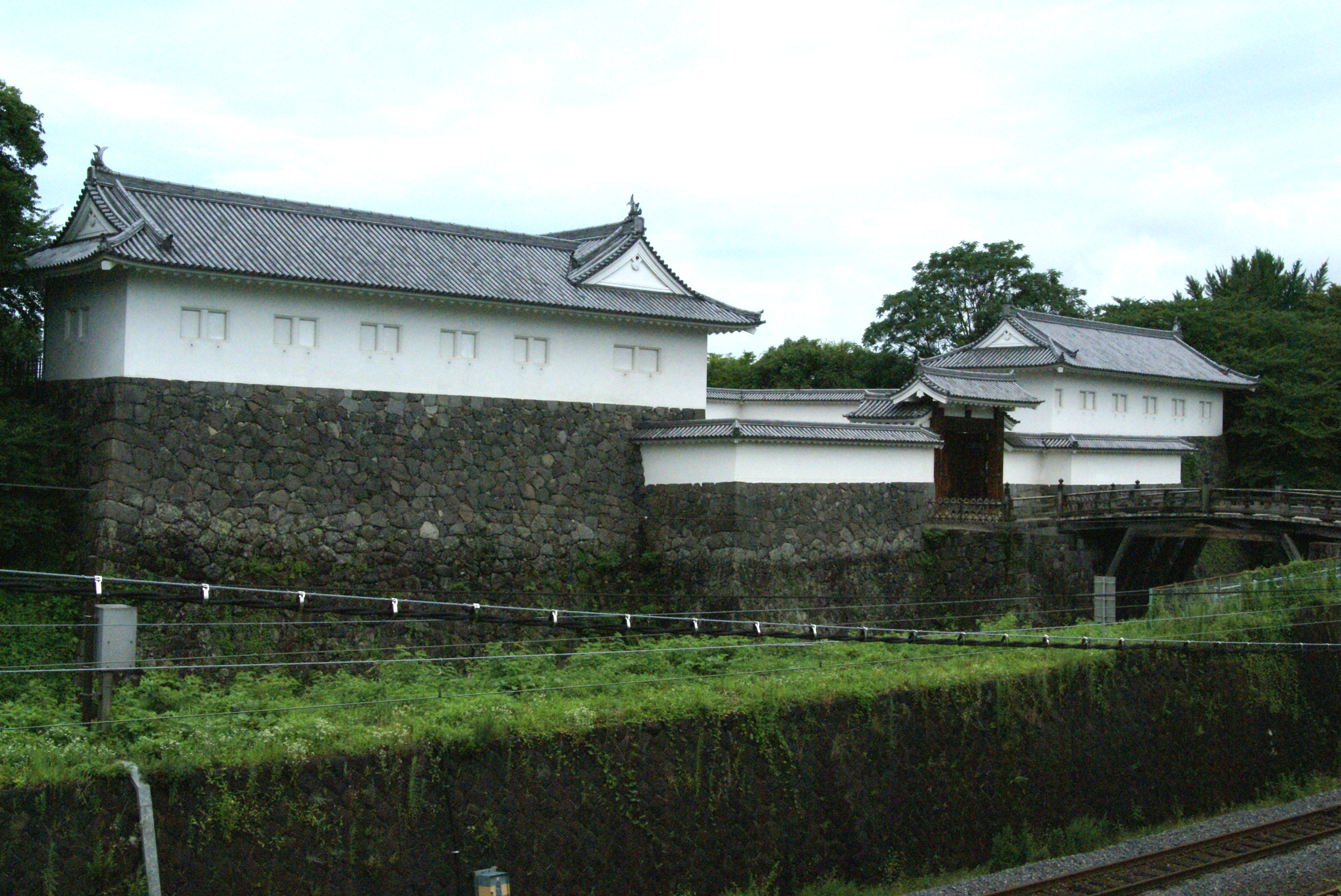
야마가타성의 목조 복원된 니노마루 히가시오테몬

야마가타성(山形城 야마가타조[*])은 일본 야마가타현 야마가타시에 있던 성이다. 국가 사적으로 지정되어 있다.